# جین سون کیو
جین سون کیو (انگلیسی: Jin Seon-kyu؛ زادهٔ ۱۳ سپتامبر ۱۹۷۷) بازیگر اهل کره جنوبی است.
از فیلم‌ها یا برنامه‌های تلویزیونی که وی در آن نقش داشته‌است می‌توان به شش اژدهای پرنده و مأموریت محرمانه ۲: بین‌المللی اشاره کرد.